# Nomen nudum
Ein nomen nudum (Latein: „nackter Name“; Plural: nomina nuda; kurz: nom. nud.) bezeichnet in der biologischen Nomenklatur den vorgeblichen Namen eines Taxons, der bei der wissenschaftlichen Erstbeschreibung die Anforderungen des jeweiligen Nomenklatur-Codes an seine Verfügbarkeit nicht erfüllt.

## International Code of Zoological Nomenclature
Im Glossar der vierten Auflage des International Code of Zoological Nomenclature (ICZN-Code) von 1999 (in Kraft seit dem 1. Januar 2000) wird ein nomen nudum als ein Name definiert, der nicht den in Artikel 12 des Codes angeführten Anforderungen entspricht, falls er vor 1931 veröffentlicht wurde, oder als ein Name, der nicht den in Artikel 13 des Codes angeführten Anforderungen entspricht, falls er nach 1930 veröffentlicht wurde. Ein nomen nudum gilt nach den Regeln des ICZN-Codes als nicht verfügbarer Name, kann jedoch verfügbar gemacht werden, falls er später entweder im ursprünglichen Sinn oder auch im Rahmen eines neuen Konzeptes den Anforderungen entsprechend veröffentlicht wird. In diesem Fall gehen Autorenschaft und Jahr der Erstbeschreibung auf die spätere, gültige Publikation über und die ursprüngliche Veröffentlichung als nomen nudum wird verworfen.
In den Artikeln 12 und 13 des Codes werden die Voraussetzungen für die Verfügbarkeit eines Namens festgelegt. Neben den in Artikel 11 festgelegten allgemeinen Anforderungen an eine Erstbeschreibung sind dies insbesondere eine Beschreibung oder Definition des Taxons, das mit dem Namen belegt werden soll, oder ein Verweis auf eine entsprechende Beschreibung oder Definition.
Für den Fall, dass ein nomen nudum zitiert werden soll, schlägt der ICZN-Code in der Empfehlung 51F vor, dass der ungültige Status des Namens in Klammer beigefügt wird.
In der Zoologie wurde auch die alternative Bezeichnung Gymnonym, nach dem altgriechischen γυμνός (gymnos = „nackt“) und ὄνομα (onoma = „Name“) vorgeschlagen, die im ICZN-Code jedoch nicht aufscheint.

## Internationaler Code der Nomenklatur für Algen, Pilze und Pflanzen
Das Glossar des International Code of Nomenclature for algae, fungi, and plants (ICNafp) aus dem Jahr 2018 („Shenzhen-Code“) definiert den Begriff relativ einfach und klar als Bezeichnung eines neuen Taxons ohne Beschreibung oder Diagnose oder ohne Hinweis auf eine ältere Beschreibung oder Diagnose. Als Beispiel wird im Artikel 38 des Codes die Einführung der Gattung Egeria durch Jules Néraud im Jahr 1826 angeführt, die ohne Beschreibung, Diagnose oder eine entsprechende Referenz erfolgte und somit als nomen nudum gilt.
In der Botanik werden zuweilen inoffiziell auch die Termini nomen subnudum oder nomen seminudum („halbnackter Name“) für Erstbeschreibungen mit unzureichender Beschreibung oder Diagnose verwendet. David Leslie Hawksworth führt für diesen Fall als Beispiel eine Beschreibung wie etwa „Eine große Pflanze mit weißen Blüten“ an.

## International Code of Nomenclature of Prokaryotes
Der International Code of Nomenclature of Prokaryotes (ICNP) definiert in der Revision von 2019 den Begriff analog zum „Shenzhen-Code“ als Name, der ohne Beschreibung oder Hinweis auf eine frühere Beschreibung veröffentlicht wurde, fügt jedoch hinzu, dass in Bezug auf die Bakteriologie kein entsprechendes Beispiel gefunden wurde.